# Златният век (филм, 1930)
Вижте пояснителната страница за други значения на Златният век.
„Златният век“ (L'Âge d'or) е сюрреалистичен филм на режисьора Луис Бунюел от 1930 година. Бунюел пише сценария заедно със Салвадор Дали.

## Продукция
В края на 1929 година, след успеха на първия си експериментален филм „Андалуското куче“, Бунюел и Дали получават поръчка за нов късометражен филм от Мари-Лор и Шарл дьо Ноай, собственици на частно кино и спонсори на артисти, като Ман Рей и Пиер Шенал. Първоначалният замисъл е филмът да е приблизително с дължината на „Андалуското куче“, но да е озвучен, но до средата на 1930 година той постепенно нараства до един час. Притеснен от увеличената дължина на филма и от удвоения му бюджет, Бунюел предлага да спре работата по него и да изреже част от материала, но Дьо Ноай го оставят да продължи.
Докато работят по сценария на филма, Бунюел и Дали влошават отношенията си. Бунюел, който през тези години има подчертано леви политически възгледи, се стреми към осмиване на всички буржоазни институции, докато Дали, който по-късно подкрепя националистите в Испания, цели просто създаването на скандал с използването на скатологични и антикатолически образи. Напрежението между тях се изостря, след като на вечеря в Кадакес Бунюел се опитва да удуши Гала, любовница на Дали и съпруга на поета Пол Елюар. След този инцидент Дали се отказва от участие във филма. По време на снимките Бунюел се справя със своята техническа неподготвеност като снима сцените последователно и използва целия заснет материал. Той кани свои приятели и поснати да участват във филма без заплащане – така всеки, дошъл със смокинг или вечерна рокля получава роля в сцената в салона.

## Отзвук
Премиерата на „Златния век“ се състои в Студио 28 в Париж на 29 ноември 1930 година и той е посрещнат с вълна от протести. Обявен от Салвадор Дали за целенасочена атака срещу католицизма, „Златният век“ предизвиква скандал, по-голям от този с „Андалуското куче“. Една от първите прожекции е нападната от членове на крайнодесните Лига на патриотите и Антиеврейска младежка група, които заливат екрана с мастило и вандализират съседната художествена галерия, унищожавайки ценни сюрреалистични картини. Филмът е забранен от парижката полиция „в името на обществения ред“. Дьо Ноай са заплашени с отлъчване от Църквата заради светотатствената финална сцена на филма, свързваща визуално Иисус Христос с текстовете на Донасиен Алфонс Франсоа дьо Сад, и през 1934 година решават да изтеглят от обращение всички копия на филма – той не е показван отново до 1979 година, след тяхната смърт, с изключение на едно копие, нелегално пренесено в Англия и показвано на частни прожекции. Скандалът със „Златния век“ е толкова голям, че премиерата на друг филм, финансиран от Дьо Ноай – „Кръвта на поета“ на Жан Кокто, е отложена с две години, а Шарл дьо Ноай е принуден да напусне Парижкия жокей клуб.
От друга страна в резултат на скандала Бунюел и водещата актриса на филма Лия Лис предизвикват интереса на „Метро-Голдуин-Майер“ и пътуват до Холивуд на разноски на студиото.